# Museu e Galeria de Arte de Derby
O Derby Museum and Art Gallery é um museu histórico e de belas-artes localizado na cidade de Derby, na Inglaterra, estabelecido em 1879. Tem importantes colecções de arqueologia pré-histórica e industrial, além de porcelanas Royal Crown Derby dos séculos XVIII e XIX e pinturas notáveis do artista Joseph Wright, nativo de Derby e considerado o "primeiro pintor profissional que expressou o espírito da Revolução Industrial". O museu se localiza, junto com a biblioteca municipal, num edificio de estilo gótico do arquiteto Richard Knill Freeman, cuja construção foi finalizada em 1876.

## História

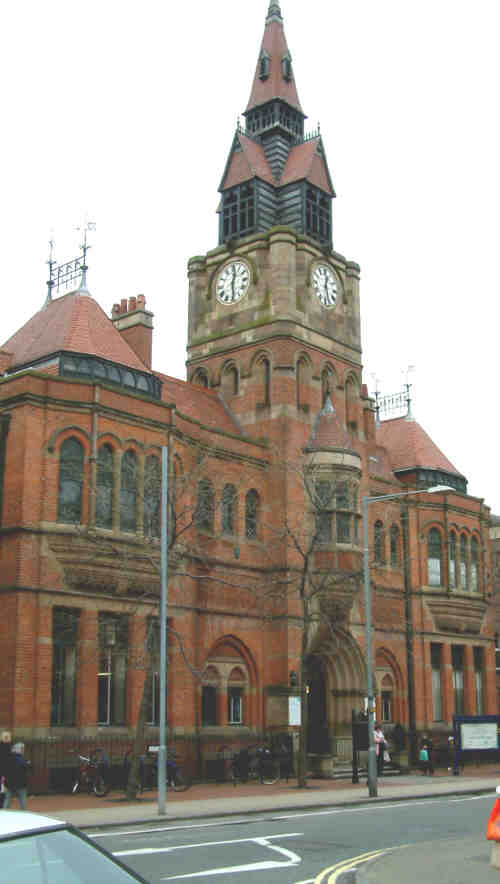
O edifício de 1876 do Derby Museum and Art Gallery abriga, atualmente, a biblioteca municipal.

A história do museu remete à formação da Sociedade de História Natural e do Museu do Condado e da Cidade de Derby em 10 de fevereiro de 1836. A sociedade era abrigada pelos Banheiros Públicos da Rua Full, mas era uma entidade privada financiada pelas assinaturas de seus membros. Suas coleções foram criadas a partir de doações feitas inicialmente pelo Dr. Forrester, que tinha sido presidente da Sociedade Filosófica de Derby. O patrono da Sociedade de História Natural e do Museu era William Cavendish, 6.º Duque de Devonshire, e o presidente era Sir George Harpur Crewe, um naturalista entusiástico. O coronel George Gawler contribuiu com uma coleção de minerais e aves exóticas empalhadas que incluía um albatroz da época de seu mandato como governador do sul da Austrália. Em 1839 houve uma grande exposição no Instituto de Mecânica contendo vários itens, incluindo parte da coleção de Joseph Strutt. Muitos destes acabaram fazendo parte da coleção do Derby Museum. A sede da sociedade se mudou, em 1840, para o Atheneum, na Rua Victoria. A coleção da sociedade havia crescido significativamente até o ano de 1856, quando William Mundy, então presidente da entidade, a ofereceu ao governo municipal; a oferta foi rejeitada.
Em 1857, Llewellyn Jewitt tornou-se secretário da sociedade e o museu foi aberto ao público nas manhãs de sábado. Em 1858, a sede da Sociedade Filosófica de Derby mudou-se para uma casa em Wardwick, uma vez que havia se fundido com a Sociedade de História Natural e do Museu do Condado e da Cidade de Derby. Esta mudança trouxe ao museu cerca de 4.000 volumes da biblioteca da sociedade, além de seu aparato matemático e científico e sua coleção de fósseis. Em 1863, o botânico Alexander Croall foi nomeado o primeiro bibliotecário e curador e, no ano seguinte, o museu e a biblioteca se fundiram. Croall deixou o cargo em 1875 para tornar-se curador do Instituto Smith em Stirling.
A propriedade do Museu da Cidade e do Condado de Derby foi finalmente transferida para o governo municipal em 1870, mas houve dificuldade para encontrar um espaço para mostrar as coleções. Depois de armazenar todos os artefatos por três anos, o Derby Museum foi finalmente aberto ao público em 28 de junho de 1879. A Galeria de Arte foi inaugurada em 1882 e, em 1883, o museu teve acesso a energia elétrica para fazer sua iluminação.
Em 1936, o museu recebeu uma importante coleção de pinturas de Alfred E. Goodey, que havia colecionado obras de arte por 50 anos. Após sua morte, em 1945, ele deixou £ 13.000 para a construção de uma extensão do museu. A extensão, que agora abriga o museu, foi concluída em 1964. Uma reforma de partes de ambos os edifícios do museu foi realizada em 2010-2011.

## Derby e o Iluminismo

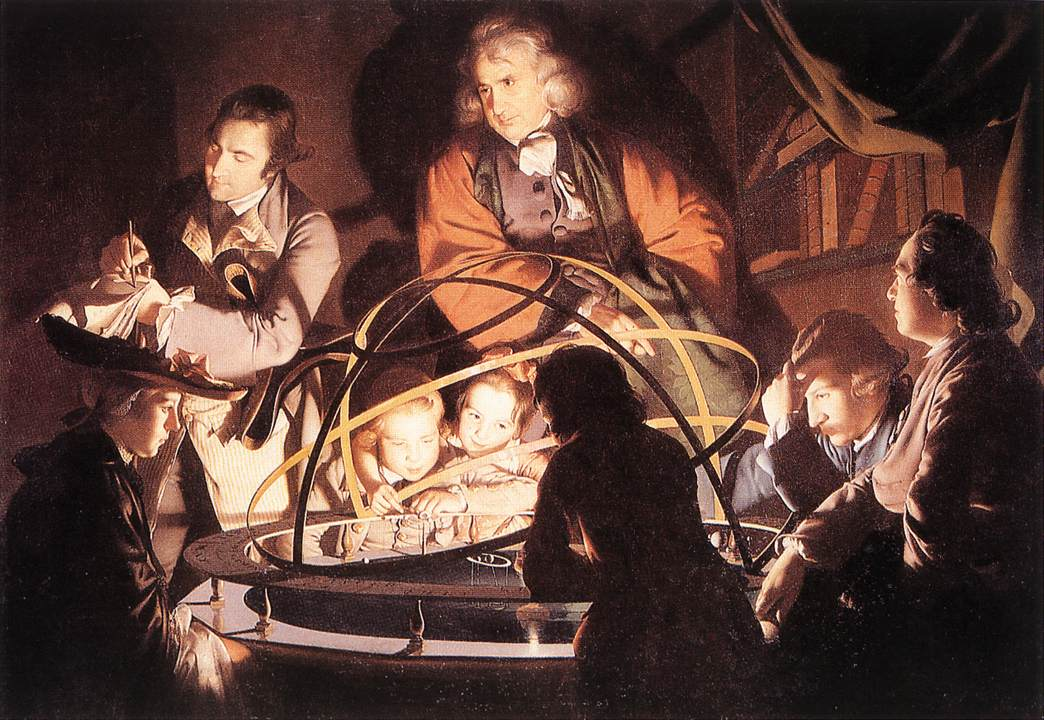
A Philosopher Lecturing on the Orrery, Joseph Wright, 1766.

A cidade de Derby foi muito significativa no século XVIII por seu papel no Iluminismo, período no qual a ciência e a filosofia desafiaram o direito divino dos reis em governar. O Iluminismo teve muitas vertentes, incluindo principalmente o "Iluminismo filosófico escocês", centrado em torno de David Hume, e as mudanças políticas que culminariam na Revolução Francesa, mas o centro da Inglaterra foi a área na qual muitas figuras-chave da indústria e da ciência uniram forças. Um exemplo disso é a famosa Sociedade Lunar de Birmingham, formada por  Erasmus Darwin, Matthew Boulton, Joseph Priestley e Josiah Wedgwood, com Benjamin Franklin trocando cartas com os membros da sociedade a partir dos Estados Unidos. Erasmus Darwin, avô de Charles Darwin, fundou a Sociedade Filosófica de Derby quando se mudou para a cidade em 1783. Foi esta sociedade que ajudou a fundar a primeira biblioteca de Derby.
Algumas das pinturas de Joseph Wright, notáveis por seu uso do contraste entre sombra e luz, são de membros da Sociedade Lunar. O Derby Museum abriga mais de 300 desenhos de Wright, além de documentos e 34 de suas pinturas a óleo. Uma delas, intitulada The Alchymist in Search of the Philosopher's Stone (1771), retrata a descoberta do fósforo pelo alquimista alemão Henning Brand em 1669. Outra obra dele, A Philosopher Lecturing on the Orrery, mostra um mecanismo primitivo usado para demonstrar o órbita dos planetas em torno do sol; um planetário está em exibição no centro da galeria em frente à pintura. Em julho de 1762, o astrônomo e cientista escocês James Ferguson realizou uma série de palestras em Derby. Elas foram baseadas em seu livro Lectures on Select Subjects in Mechanics, Hydrostatics, Pneumatics, Optics &c, publicado em 1760. A fim de ilustrar suas palestras, ele utilizou várias máquinas, maquetes e instrumentos. Wright teria assistido à palestra (já que seu vizinho, o relojoeiro e cientista John Whitehurst tinha bilhetes para tal evento) para saber mais sobre o planetário e seu funcionamento.

## Wright of Derby
Em 2011, o Conselho Municipal de Derby anunciou que Joseph Wright seria usado para promover a cidade. Ao mesmo tempo, o Derby Museu anunciou que estava "unindo forças" com a Wikipédia para melhorar a qualidade de suas informações. Em fevereiro de 2011 o Conselho de Museus, Bibliotecas e Arquivos (Museums, Libraries and Archives Council - MLA) anunciou que havia concedido o status de destaque para o Derby Museum and Art Gallery devido a sua significativa coleção de pinturas e desenhos de Joseph Wright.